# Strimklöver
Strimklöver (Trifolium striatum) är en växtart i familjen ärtväxter.